# Hatohobei

Hatohobeis lokala flagga

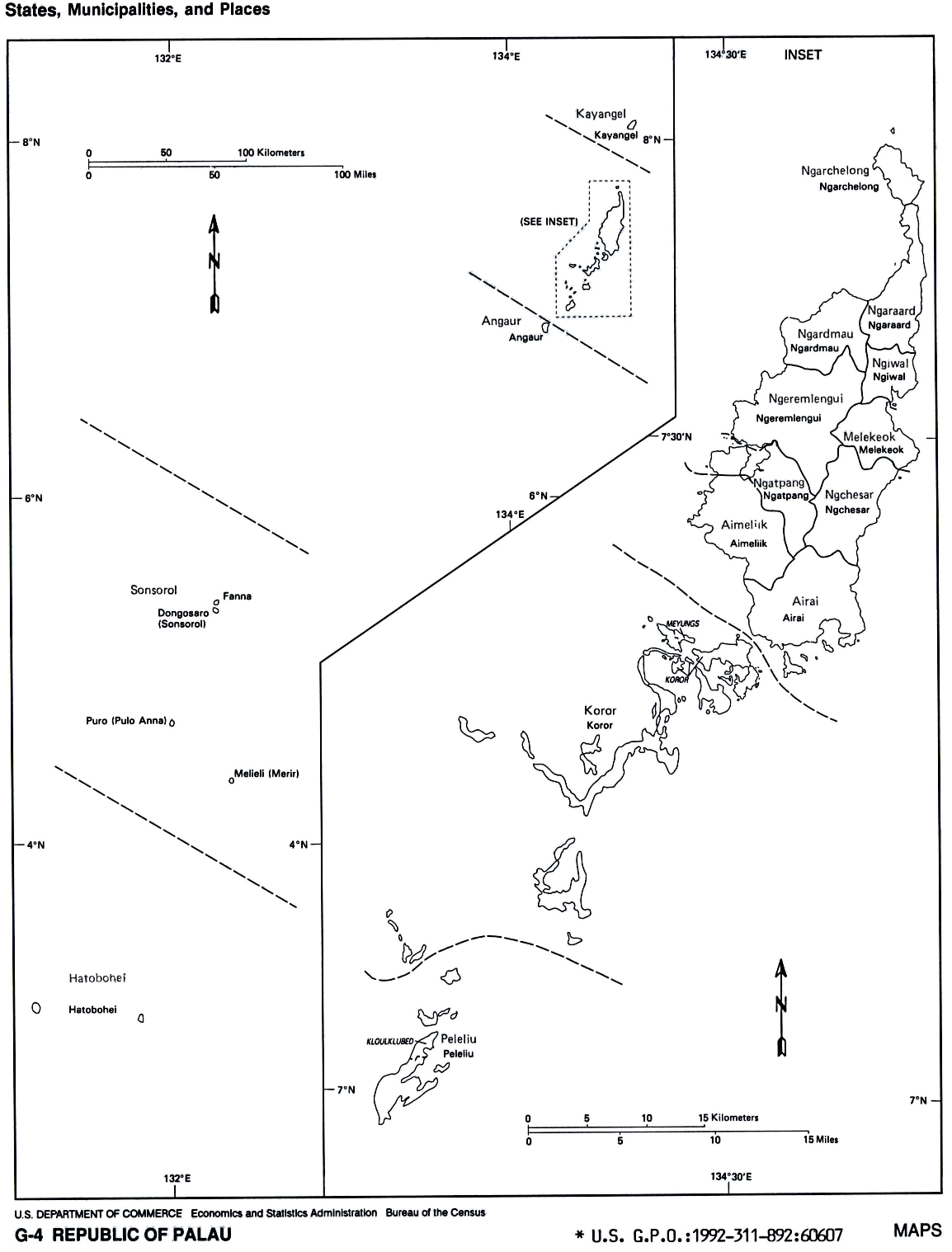
karta over Palaus delstater

Hatohobei eller Hatohobeiöarna (även Tobi och Kodgubi)) är en ögrupp och delstat i Palau i västra Stilla havet.

## Geografi
Ön Hatohobei (Hatohobei-Island) ligger cirka 500 km sydväst om Babeldaob. Geografiskt ligger ön bland Karolinerna i Mikronesien och utgör tillsammans med Sonsoralöarna de Sydvästra Öarna i Palau. De geografiska koordinaterna är 03°00′ N och 131°07′ Ö. Ön har en areal på cirka 0,60 km².
Hatohobeiöarna (Hatohobei-Islands) är den ögrupp som har Hatohobei som huvudö och
- Hotsarihie / Helenerevet, cirka 0,03 km², obebodd förutom 3 personal från kustbevakningen på Helene Island

Hatohobei-State är delstaten som består Hatohobeiöarna och
- Pieraurou / Transit Reef, cirka 120 km öster om huvudön, utan landmassa, obebodd.

Öarna är låga korallöar och har en sammanlagd areal om cirka 0,63 km².
Befolkningen i Hatohobei-state uppgår till cirka 23 invånare. Huvudorten Hatohobei ligger på huvudöns sydvästra del. Hatohobei är inte bara den minsta staten i Palau utan också en av de minsta administrativa enheterna i världen.
Öarna kan endast nås med fartyg då de saknar flygplats.